# Gebetshaus Augsburg
Das Gebetshaus Augsburg ist eine private Initiative innerhalb der Charismatischen Erneuerung der römisch-katholischen Kirche. Christen verschiedener Konfessionen beten dort täglich durchgehend 24 Stunden. Das Gebetshaus wird auch als „Kloster der Moderne“ bezeichnet, im Gebäude befindet sich noch ein Cafe mit Gästehaus („Prayer Homes“) sowie eine Kapelle.

## Verein
Gegründet wurde der Gebetshaus Augsburg e. V. von Jutta und Johannes Hartl im Jahr 2005. Vereinszweck ist die Verherrlichung Gottes durch Gebet und Lobpreis rund um die Uhr. Nach eigenen Angaben hat der Verein 15 Mitglieder.

## Geschichte
Die ersten Gebetsnächte fanden in den 1990er-Jahren statt, später folgten u. a. Reisen in Klöster und intensive Beschäftigung mit Literatur über Gebet und Mystik.
Bei einem Besuch im „International House of Prayer“ (IHOP) in Kansas City, nach dessen Vorbild das „Haus des Gebets“ später eingeweiht wurde, gewann die Vision des 24/7-Gebets weiter an Klarheit. Jutta und Johannes Hartl empfanden es als einen Ruf Gottes, „ein Zentrum in Deutschland zu eröffnen, in dem das Gebet bei Tag und bei Nacht nicht verstummt.“
Die katholische Pfarrgemeinde Zu den Hl. Zwölf Aposteln in Augsburg-Hochzoll war die erste Station der Initiative. Die ersten Gebetstreffen fanden in einer Privatwohnung statt, die offenen Vortragsabende in der Pfarrkirche. Ein Gebetsraum wurde angemietet, die ersten Konferenzen und Schulungen folgten. Seit September 2011 wird ununterbrochen im Gebetsraum gebetet. Im Frühjahr 2012 erwarb der Gebetshaus e. V. eine Immobilie in der Pilsener Straße 6 in Augsburg, wo er bis heute ansässig ist. Am 1. Februar 2024 wurde der „24/7-Livestream“ gestartet.

## Lehre
Gelehrt und verkündet wird im Gebetshaus gemäß der Lehre der römisch-katholischen Kirche. Enge Zusammenarbeit besteht mit der Diözese Augsburg. Ein eigens beauftragter Priester nimmt regelmäßig an Team-Sitzungen des Vereins teil. Das Gebetshaus ist keine kirchliche Gemeinde.

## Finanzierung
Die Initiative finanziert sich durch Spenden und durch die Einnahmen der Gebetshaus Augsburg Services GmbH. Diese wurde im Februar 2016 gegründet, um Herstellung und Vertrieb von Medien aller Art (Bücher, CDs, Merchandising etc.), den Betrieb des Gebetshaus-Cafés und Gästehauses („Prayer-Homes“), Durchführung von Seminaren und Jüngerschafts-Schule, damit verbundene Sprecher-Honorare und Einnahmen sowie alle damit zusammenhängenden Tätigkeiten abzuwickeln.
Im Gebetshaus arbeiten 70 festangestellte Mitarbeiter und ca. 200 ehrenamtliche Personen. Die Höhe der Gehälter orientiert sich am öffentlichen Dienst. Geschäftsführer für alle kommerziellen Aspekte ist Constantin Maasburg.

## Konferenzen
Die MEHR-Konferenz ist eine bis 2018 jährlich stattfindende ökumenische Glaubenskonferenz, die vom Gebetshaus Augsburg organisiert wird und wachsende Besucherzahlen verzeichnete. 2020 kamen laut Veranstalter circa 12.000 Personen, im Januar 2024 waren es 11.000 Besucher.
Die nächste geplante Konferenz ist das ZimZum Festival 2025, welches sich besonders an die junge Generation richtet.
Erstmals war das Gebetshaus Augsburg im Juni 2018 Veranstalter der „Schøn-Konferenz“. Diese hatte keine deutlich christliche Ausrichtung, es ging inhaltlich um „Schönheit und Inspiration, weniger um Religion“. Mitwirkende Künstler waren u. a. Patrick Kelly, Wim Wenders, Samuel Koch sowie Johannes Hartl selbst.

## Mission Campus
Das Gebetshaus plant bzw. baut unter dem Titel „Mission Campus“ auf angrenzendem Baugrund einen Gästetrakt, eine Großküche sowie eine Versammlungshalle für bis zu 1000 Teilnehmer. In diesen Räumlichkeiten sollen zukünftig Seminare, Schulungen und Konferenzen stattfinden. Derzeit pausiert das Spendenprojekt. Beabsichtigt ist auch der Bau einer offiziellen Kapelle. Ein Großspender hat die Kosten hierfür übernommen.

## Kritik
In Veröffentlichungen christlich-konservativer Organisationen und Verlage werden Gebetspraxis und Lehren von Johannes Hartl und die Ausrichtung des von ihm geleiteten Gebetshauses kritisiert. Der Vorsitzende des Bibelbundes, Michael Kotsch, beschäftigte sich z. B. in einem Artikel, der am 24. April 2017 in Bibel und Gemeinde erschien, ausführlich mit der Ausrichtung des Gebetshauses sowie dessen Leiter. Er stellt darin die von Hartl reklamierten Gebetserhörungen in Frage, kritisiert die Betonung langer Gebetszeiten und weist auf die durchweg römisch-katholische Ausrichtung des Gebetshauses hin. Letzteres findet auch in anderen christlich-fundamentalistischen und ökumene-kritischen Medien Niederschlag, in denen Evangelikale davor gewarnt werden, sich durch vertraute fromme Begriffe kritiklos von der römisch-katholischen Lehre blenden zu lassen.
Von römisch-katholisch Gläubigen werden Johannes Hartl und das Gebetshaus insbesondere wegen der charismatischen Ausrichtung kritisch beurteilt. Religionssoziologe Armin Nassehi bezeichnete die „Mehr-Konferenz“ als „niederschwellig“. Es finde eine „Reduktion auf Ästhetik und Emotionalität“ statt. In Artikeln der Augsburger Allgemeinen wurden außerdem kritische Fragen der Finanzierung des Gebetshauses öffentlich thematisiert.